# Joseph Medill
Joseph Medill (né le 6 avril 1823 à Saint-Jean au Nouveau-Brunswick (Canada) - mort le 16 mars 1899 à San Antonio au Texas) est un homme politique américain, membre du Parti républicain. Il fut propriétaire et éditorialiste du Chicago Tribune et maire de Chicago de 1871 à 1873. 
Medill devint maire juste après le Grand incendie de Chicago où il mit en place le parti temporaire appelé « Fireproof », qui servit pendant deux ans afin de mettre en œuvre la grande reconstruction de la ville. Durant son mandat, il contribua à étendre les pouvoirs du bureau du maire et restructura en profondeur des services municipaux tels que la police et les pompiers.

## Biographie
Joseph Medill est né le 6 avril 1823 à Saint-Jean, au Nouveau-Brunswick, dans une famille irlando-écossaise. Dans les années 1840, il a emménagé à Chicago. Medill a épousé Katherine « Kitty » Patrick le 2 septembre 1852 et ont eu ensemble trois filles, Katherine, Elinor et Josephine (1866-1892).

## Chicago Tribune
Sous Medill, le Chicago Tribune, principal quotidien de la ville de Chicago, a prospéré et est devenu le premier journal républicain à Chicago. Medill était fortement antiesclavagiste, soutenant à la fois la cause des sols libres et l'abolitionnisme. Medill était un grand partisan d'Abraham Lincoln dans les années 1850. Medill et le Tribune ont joué un rôle déterminant dans la nomination présidentielle de Lincoln et ont également appuyé la cause de l'Union pendant la guerre civile américaine. L'adversaire principal du Tribune durant cette période était le Chicago Sun-Times, qui lui soutenait les démocrates.
Medill en a été le rédacteur en chef jusqu'en 1864, date à laquelle Horace White est devenu rédacteur en chef. À cette époque, Medill a quitté les opérations quotidiennes du Tribune pour des activités politiques. Mais White se heurta à Medill lors de l'élection présidentielle de 1872. Ainsi, en 1873, Medill acheta des actions supplémentaires à Cowles et à White, devenant ainsi propriétaire majoritaire. En 1874, il remplace White comme rédacteur en chef. Medill a été rédacteur en chef du Tribune jusqu'à sa mort.

## Carrière politique
En 1864, Medill quitta la direction du Tribune pour se lancer en politique. Il a été nommé par le 18e président des États-Unis Ulysses S. Grant à la première Commission de la fonction publique. En 1870, il a été élu délégué à la convention constitutionnelle de l'Illinois.
En 1871, après le Grand incendie de Chicago, Medill est convaincu par Carter Harrison, Sr. (qui deviendra maire de Chicago de 1879 à 1887) de présenter sa candidature à la mairie de Chicago. Medill est élu maire de Chicago en tant que candidat du parti temporaire appelé « Fireproof », qui servit pendant deux ans. En tant que maire, Medill renforça considérablement le pouvoir du bureau du maire. Il institua une loi qui déboucha sur la création de la première bibliothèque publique de Chicago (Chicago Central Library) ; il fit entrer en vigueur de nouvelles lois qu'il appliqua et réforma le Chicago Police Department (CPD) et le Chicago Fire Department (CFD) afin de leur donner plus de compétences.
Au cours de sa première année en tant que maire, Medill a reçu très peu de résistance législative de la part du conseil municipal de Chicago. Alors qu'il a opposé son veto à ce qui était un nombre sans précédent de onze ordonnances du conseil municipal cette année-là, la plupart étaient étroitement liées à des pratiques financières spécifiques considérées comme un gaspillage et aucun des vétos n'ont été annulés. Il a utilisé ses nouveaux pouvoirs pour nommer les membres du Chicago Board of Education nouvellement constitué et les commissaires de son nouveau service municipal de bibliothèques publiques. Ses nominations ont été approuvées à l'unanimité par le conseil municipal.
Medill était un fidèle républicain qui a soutenu le président Ulysses S. Grant pour sa réélection en 1872.
Au cours de sa deuxième année en tant que maire, des tensions sont apparues alors qu'il commençait à utiliser davantage les nouveaux pouvoirs accordés au maire. Lors de la première réunion du conseil municipal de 1873, Medill annonça qu'il utiliserait le pouvoir de sélectionner les présidents des membres des comités du conseil. Il a nommé ses loyalistes pour diriger les comités les plus importants, tandis que les conseillers municipaux des quartiers composés de populations immigrées ont reçu moins de considération pour les nominations. Au cours des trois premiers mois de 1873 seulement, Medill a exercé son droit de veto sur cinq ordonnances du conseil municipal.
Medill a rencontré non seulement la résistance d'un conseil municipal divisé sur son exercice du pouvoir et certains aspects de son programme, mais aussi la résistance des citoyens.

## Fin de vie

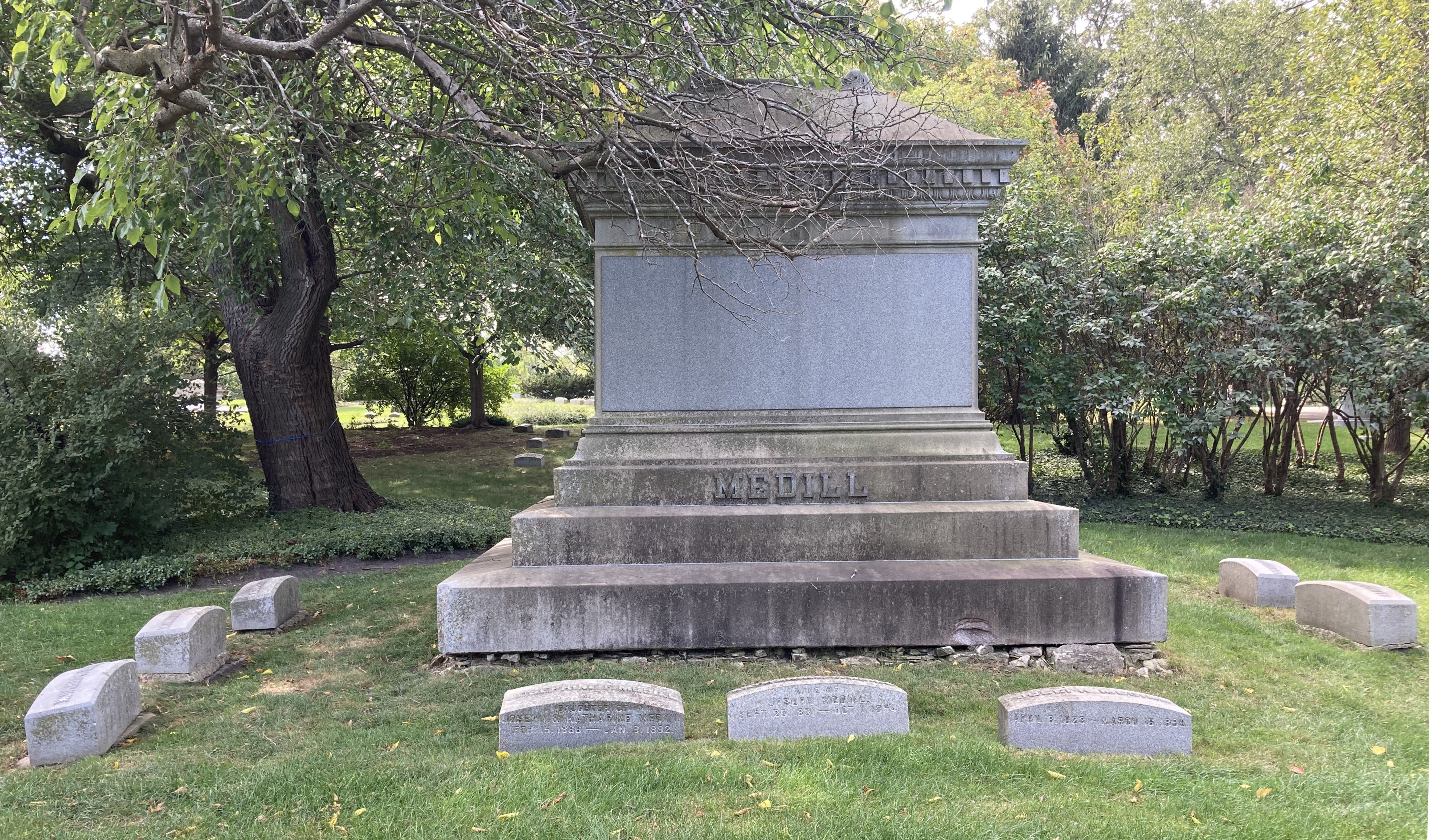
Sépulture de Joseph Medill au cimetière de Graceland à Chicago.

Le stress du travail commença à entraver sa santé. En août 1873, il nomma Lester L. Bond comme maire intérimaire pour les 3 mois et demi restant de son mandat, jusqu'à l'élection de Harvey Doolittle Colvin, et partit en voyage en Europe lors d'une tournée de convalescence.
Joseph Medill meurt à 75 ans en mars 1899 à San Antonio, au Texas. Il est enterré au cimetière de Graceland à Chicago.

## Sources
- Andreas, A.T. History of Chicago: From the Earliest Period to the Present Time. A.T. Andreas, 1884–86.
- Grossman, James R., Ann Durkin Keating and Janice L. Reiff, editors. Encyclopedia of Chicago. University of Chicago Press, 2004.
- Joseph Medill is Dead. Chicago Daily Tribune, March 17, 1899, p. 7.